# Wohn- und Geschäftshaus Südersteinstraße 38

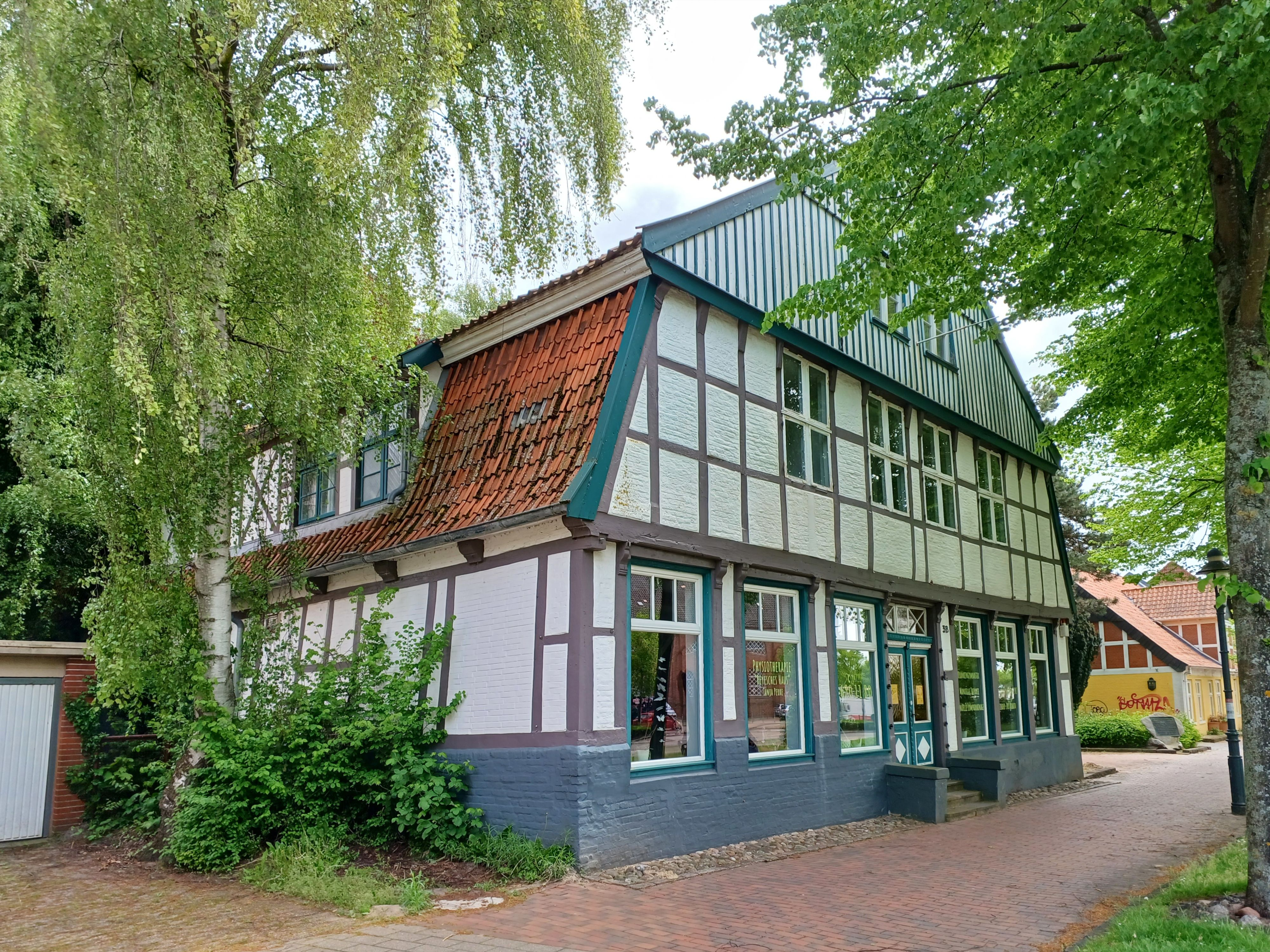
Südersteinstraße 38, West- und Südfassade (2023)

Das Wohn- und Geschäftshaus Südersteinstraße 38 (Reyesches Haus) in der niedersächsischen Kreisstadt Cuxhaven im Landkreis Cuxhaven stammt vom 18. Jahrhundert.
Aktuell (2024) wird es als Praxis einer Physiotherapie und noch als Stadtmuseum genutzt.
Das Gebäude steht unter Denkmalschutz (siehe auch Liste der Baudenkmale in Cuxhaven).

## Geschichte und Beschreibung
Die Südersteinstraße wurde vor oder um 1755 nach der südlichen Lage zum Stadtkern benannt. Zu dieser Zeit wurde nur der Straßenabschnitt zwischen der Nordersteinstraße und dem Ritzebütteler Markplatz so bezeichnet.
Das eingeschossige giebelständige Gebäude in Fachwerk mit weißgestrichenen Steinausfachungen und mit hohem, auf geschweiften Knaggen vorkragendem ziegelgedeckten Mansarddach wurde vermutlich um 1780 für den Kaufmann Johann Reye (1734–1801) gebaut. Das obere Giebeldreieck wurde regionaltypisch senkrecht verbrettert.
Das Landesdenkmalamt befand u. a.: „… stattliche[s] Fachwerkhaus …, das vermutlich um 1780 durch den Kaufmann Johann Reye (1734-1801) errichtet wurde …“
Das Möbelhaus Theel war bis 1973 in dem Gebäude, welches danach als Praxis und museal genutzt wurde/wird.
Das Stadtmuseum Cuxhaven zog mit Teilbereichen um. Seitdem sind im Erdgeschoss die Themenbereiche Schifffahrt, Geschichte der Cuxhavener Werften, Seerettungswesen, Fischerei und Lotsenwesen ausgestellt sowie eine Abteilung zum Thema Bürgermilitär und Bürgerkultur im Amt Ritzebüttel im 19. Jh. mit u. a. Uniformen und Waffen dieser Epoche. Im Obergeschoss befindet sich die Marinegeschichte der Kaiserlichen, Reichs- und Bundesmarine, sowie einige Kunstwerke des 19. Jh. aus dem städtischen Kunstbesitz. In einem Raum sind Exponate zum Nachtleben der Seeleute ausgestellt. Für den Museumsbereich werden in der Nähe zum Schloss Ritzebüttel andere Baulichkeiten gesucht.